# Tupeia
Tupeia es un género con 3 especies de arbustos pertenecientes a la familia Loranthaceae. Es originario de Sudamérica.

## Taxonomía
El género fue descrito por Adelbert von Chamisso & Diederich Franz Leonhard von Schlechtendal y publicado en Linnaea  3: 203 en el año 1828. La especie tipo es Tupeia antarctica (G.Forst.) Cham. & Schltdl.

## Especies
- Tupeia antarctica  	(G.Forst.) Cham. & Schltdl.
- Tupeia haenckeana 	(C.Presl) Miers
- Tupeia reinwardtiana Blume